# Campionati europei di corsa in montagna 2012
I XVIII Campionati europei di corsa in montagna si sono disputati a Denizli-Pamukkale, in Turchia, il 7 luglio 2012 con il nome di European Mountain Running Trophy 2012. Il titolo maschile è stato vinto da Ahmet Arslan, quello femminile da Monika Fürholz.

## Uomini seniores
Individuale
| Pos.    | Atleta            | Nazione   | Tempo  |
| ------- | ----------------- | --------- | ------ |
| Oro     | Ahmet Arslan      | Turchia   | 49'46" |
| Argento | Ercan Muslu       | Turchia   | 49'57" |
| Bronzo  | Inout Zinca       | Romania   | 50'19" |
| 4       | Gabriele Abate    | Italia    | 50'33" |
| 5       | Marco De Gasperi  | Italia    | 50'49" |
| 6       | Julien Rancon     | Francia   | 51'00" |
| 7       | Xavier Chevrier   | Italia    | 51'23" |
| 8       | Simon Lechleitner | Austria   | 51'26" |
| 9       | Enrique Meneses   | Spagna    | 51'41" |
| 10      | Robert Krupicka   | Rep. Ceca | 51'45" |

Squadre
| Pos.    | Squadra | Punti |
| ------- | ------- | ----- |
| Oro     | Italia  | 16    |
| Argento | Turchia | 19    |
| Bronzo  | Francia | 48    |

## Uomini juniores
Individuale
| Pos.    | Atleta             | Nazione   | Tempo  |
| ------- | ------------------ | --------- | ------ |
| Oro     | Ahmet Ozrek        | Turchia   | 35'18" |
| Argento | Anton Palzer       | Germania  | 36'26" |
| Bronzo  | Vitaly Lagushin    | Russia    | 36'42" |
| 4       | Rodion Reshetnikov | Russia    | 36'52" |
| 5       | Yetkin Tuncan      | Turchia   | 37'04" |
| 6       | Cesare Maestri     | Italia    | 37'07" |
| 7       | Jan Janu           | Rep. Ceca | 37'14" |
| 8       | Josef Havlicek     | Rep. Ceca | 37'26" |
| 9       | Jake O`Regan       | Irlanda   | 37'31" |
| 10      | Michael Monella    | Italia    | 38'11" |

Squadre
| Pos.    | Squadra   | Punti |
| ------- | --------- | ----- |
| Oro     | Turchia   | 17    |
| Argento | Russia    | 28    |
| Bronzo  | Rep. Ceca | 29    |

## Donne seniores
Individuale
| Pos.    | Atleta                  | Nazione     | Tempo  |
| ------- | ----------------------- | ----------- | ------ |
| Oro     | Monika Fürholz          | Svizzera    | 39'40" |
| Argento | Nadezhda Leshchinskaia  | Russia      | 41'42" |
| Bronzo  | Pavla Schorna Matyasova | Rep. Ceca   | 41'59" |
| 4       | Mary Wilkinson          | Regno Unito | 42'39" |
| 5       | Veronica Perez          | Spagna      | 42'47" |
| 6       | Emma Clayton            | Regno Unito | 42'56" |
| 7       | Antonella Confortola    | Italia      | 43'21" |
| 8       | Sarah McCormack         | Irlanda     | 43'38" |
| 9       | Alice Gaggi             | Italia      | 43'46" |
| 10      | Katie Walshaw           | Regno Unito | 44'10" |

Squadre
| Pos.    | Squadra     | Punti |
| ------- | ----------- | ----- |
| Oro     | Regno Unito | 20    |
| Argento | Italia      | 30    |
| Bronzo  | Russia      | 30    |

## Donne juniores
Individuale
| Pos.    | Atleta               | Nazione     | Tempo  |
| ------- | -------------------- | ----------- | ------ |
| Oro     | Annabel Mason        | Regno Unito | 21'50" |
| Argento | Sevilay Eytemis      | Turchia     | 22'00" |
| Bronzo  | Cesminaz Yilmaz      | Turchia     | 22'46" |
| 4       | Melanie Hyder        | Regno Unito | 22'54" |
| 5       | Marinela Nineva      | Bulgaria    | 23'31" |
| 6       | Laura Riches         | Regno Unito | 23'45" |
| 7       | Militisa Mircheva    | Bulgaria    | 23'46" |
| 8       | Ekaterina Ivonina    | Russia      | 23'46" |
| 9       | Seyran Adanir        | Turchia     | 23'48" |
| 10      | Louise Hill-Striling | Irlanda     | 23'50" |

Squadre
| Pos.    | Squadra     | Punti |
| ------- | ----------- | ----- |
| Oro     | Turchia     | 5     |
| Argento | Regno Unito | 5     |
| Bronzo  | Bulgaria    | 12    |

## Medagliere
| Posizione | Paese       | Oro | Argento | Bronzo | Totale |
| --------- | ----------- | --- | ------- | ------ | ------ |
| 1         | Turchia     | 4   | 3       | 1      | 8      |
| 2         | Regno Unito | 2   | 1       | 0      | 3      |
| 3         | Italia      | 1   | 1       | 0      | 2      |
| 4         | Svizzera    | 1   | 0       | 0      | 1      |
| 5         | Russia      | 0   | 2       | 2      | 4      |
| 6         | Germania    | 0   | 1       | 0      | 1      |
| 7         | Rep. Ceca   | 0   | 0       | 2      | 1      |
| 8         | Bulgaria    | 0   | 0       | 1      | 1      |
| 8         | Francia     | 0   | 0       | 1      | 1      |
| 8         | Romania     | 0   | 0       | 1      | 1      |